# Armutlu (Sarıkamış)

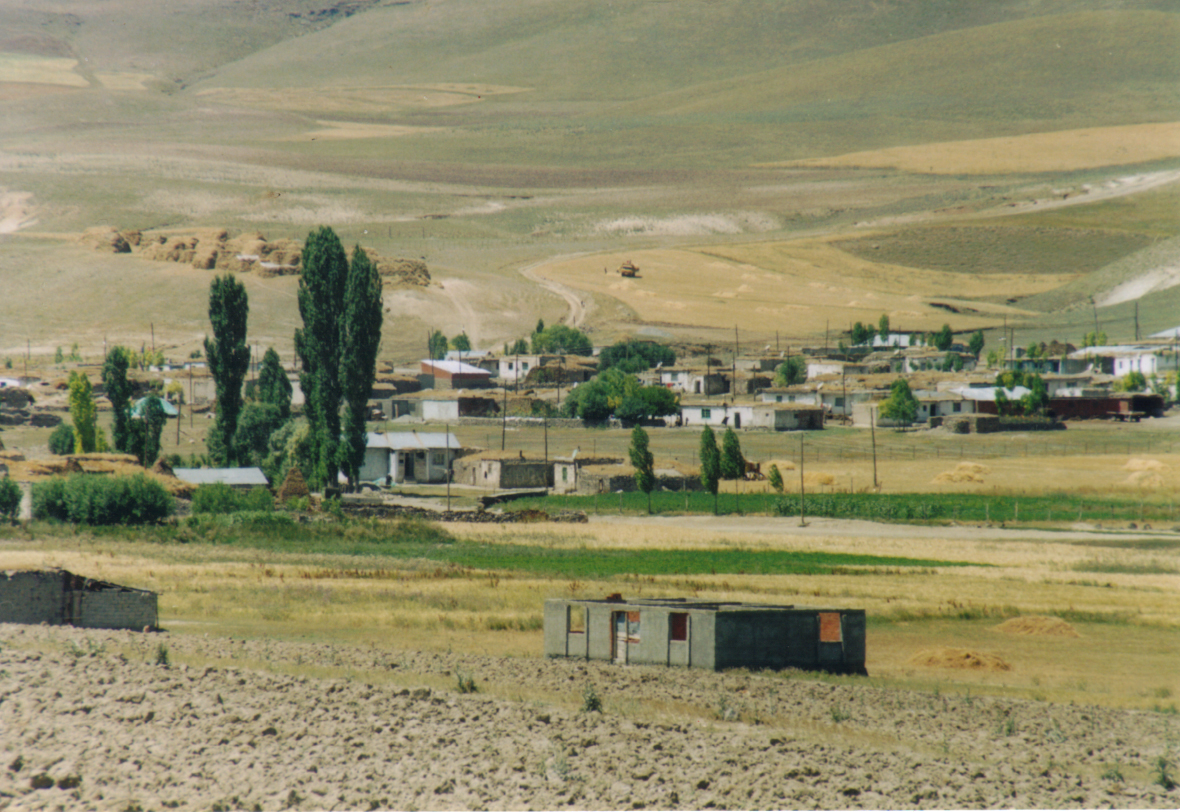
Armutlu köyü

Das Dorf Armutlu ist ein Bergdorf in Ostanatolien in der Türkei nahe der Grenze zu Armenien. Armutlu liegt im Landkreis Sarıkamış in der Provinz Kars.
Armutlu war ursprünglich von Armeniern besiedelt. Die Ortschaft hatte 2009 insgesamt 1.255 Einwohner. Die Dorfbewohner leben fast ausschließlich von Viehzucht und Ackerbau. Häufig werden die Söhne der Familien für den Lebensunterhalt nach Istanbul oder Ankara zum Arbeiten geschickt.

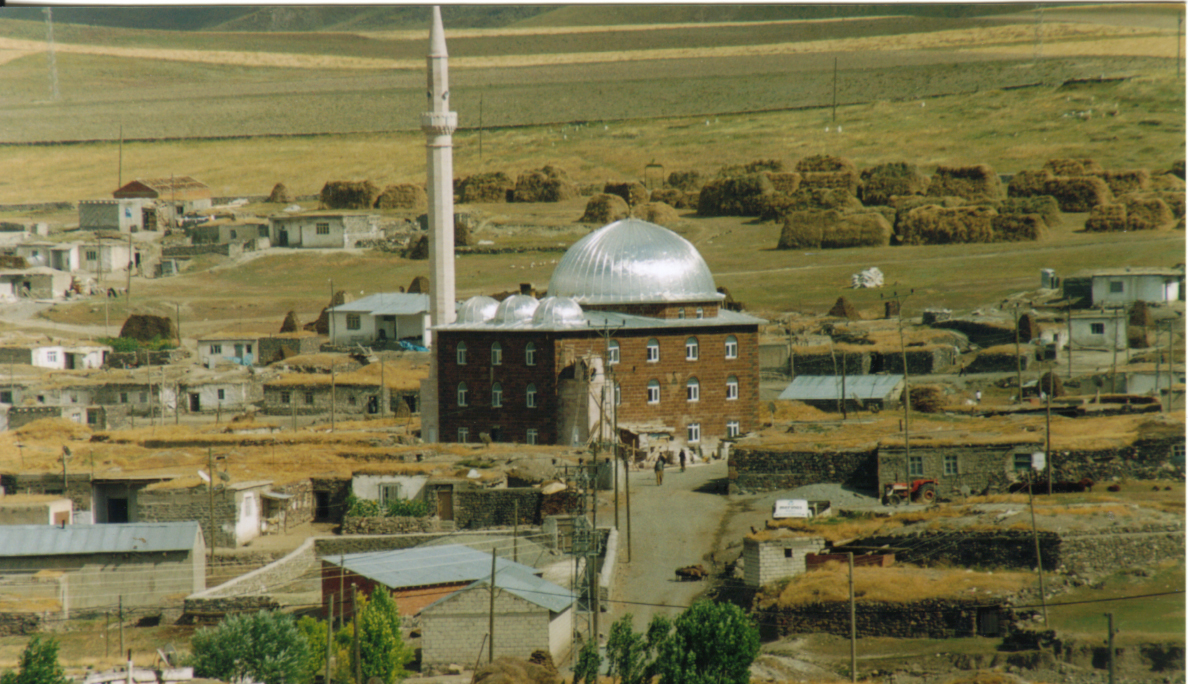
Die Moschee in Dorf Armutlu

Die Stadt Kars liegt ungefähr 93 km nordöstlich von Armutlu. Dort befinden sich Krankenhäuser und weitere Infrastruktureinrichtungen.

## Infrastruktur
Das Dorf hat vier kleine Geschäfte für die wichtigsten Lebensmittel. Erst seit kurzem wurde eine Moschee für das muslimische Dorf mit Unterstützung des Staates und der Einwohner gebaut, wobei auch Spenden von türkischen Bürgern aus dem Ausland kamen.
Wasserleitungen gibt es seit wenigen Jahren in jedem Haushalt. Erst um 1990 wurden Telefonanschlüsse eingeführt. Die Ortschaft verfügt über eine Grundschule.